# Thorup Strand
Thorup Strand (også skrevet som Thorupstrand eller Torup Strand) er et fiskerleje ved Skagerrak i Jammerbugt Kommune. Vester Torup er nærmeste tætbebyggelse beliggende fire km syd for fiskerlejet. Thorup Strand har et par hundrede fastboende, men mange tusind sommerhusbeboere i området.
I maj 2015 sendte TV 2 første afsnit af tv-serien Gutterne på kutterne, der følger fiskeriet til havs, fiskerne og deres familier i Thorup Strand. I efteråret 2019 blev femte sæson af serien sendt, og det samlede antal af sendte afsnit er nu 32.

## Fiskeri
Thorup Strand er en af Europas største kystlandingspladser med ca. 20 fiskebåde og omkring 40 fiskere beskæftiget. Fiskerlejet er også et af få steder på den jyske vestkyst som fortsat har professionelt fiskeri med kystbåde direkte fra åben strand. Bådene bliver trukket ud i Jammerbugt af et spil som drives fra spilhuset på land med wire forankret ude i vandet. For at slæbe bådene op igen på land benyttes en kraftig bulldozer. Hvis vejret tillader det, drager fiskerne ud på fiskeri nogle timer efter midnat, så de er fremme på fiskepladsen i Skagerrak ved solopgang. I sommerperioden sker det allerede omkring kl. 2, mens fiskerne om vinteren kan sove et par timer længere. De vender tilbage til stranden om eftermiddagen, oftest imellem kl. 14 og 17. Der fiskes primært med snurrevod.
De tre foreninger Thorupstrand Kystfiskerlaug, Thorupstrand Fiskeriforening og Han Herred Havbåde etablerede en fælles forening med navnet Thorupstrand Landingsplads Pakhusforening. Den skulle stå for at der 11. marts 2014 blev indviet et helt nyt 1.000 m2 stort pakhus samt landingsanlæg på stranden. Der kom blandt andet en moderne forarbejdningshal og et ismagasin, hvilket gjorde det muligt at forarbejde fiskene på stranden kort tid efter de er fanget. Den samlede anlægspris var på knap 22 millioner kr., og var støttet af NaturErhvervsstyrelsen, Region Nordjylland, A.P. Møller og Hustru Chastine Mc-Kinney Møllers Fond til almene Formaal og Realdania.

## Andet erhverv
Der findes ikke længere en købmand i Thorup Strand, så nærmeste dagligvareforretning er LokalBrugsen i Vester Torup. I sommerperioden kan der handles hos købmanden ved Klim Strand Camping, 3 km. øst for Thorup Strand. Nærmeste større handelsby er Fjerritslev, 14 km sydøst for fiskerlejet.
For enden af Thorupstrandvej, helt nede på stranden, er det kendte Thorupstrand Fiskehus, der åbnede i 2019. Her sælger Janni de dagsfriske fisk naturel eller tilberedt som f.eks. fiskefrikadeller eller fish’n chips. I 2020 blev Thorupstrand Fiskehus nomineret til Årets Iværksætter i Jammerbugten anno 2020.  
Røgeriet, Thorupstrand Røgeri, der er ejet af fiskerfamilien Olsen åbnede i 2016 er beliggende i Vester Torup. Frosne fisk fra kutteren Ralima HM 323 kan købes fra en selvbetjeningsbod. Om sommeren har Thorup Strandkiosk åbent.
Der findes ingen hoteller i Thorup Strand. Det nærmeste, Hotel Klim Bjerg, er fem minutters kørsel fra stranden. Nærmeste campingplads er Klim Strand Camping. Der er mulighed for at leje mange sommerhuse, ligesom der findes en del bed and breakfasts i området omkring Thorup Strand.

## Thorupstrand Kystfiskerlaug
Kystfiskerlauget blev stiftet i oktober 2006 som et anpartsselskab og kooperativ, hvor alle kystfiskerne ved Thorup Strand er medlem. Her har de opkøbt fiskekvoter for omkring 90 millioner kr., og derefter placeret dem i lauget. Det betyder at kvoterne ikke kan blive gjort til genstand for individuel spekulation, omsætning eller frasalg. Hver båd betaler 100.000 kr. for at blive medlem af lauget, og dette beløb tilbagebetales ved udmeldelse, men uden af fiskeren kan tage fiskekvoter med.
Der er tradition for kystfiskeriets familier driver partsfiskeri. Det betyder at en båd, dens redskaber og hvert af dens besætningsmedlemmer får hver deres ligelige part af fangstens værdi. Fiskerne ved Thorupstrand er også fælles om drift og vedligeholdelse af landingspladsen og samlecentralen.

## Redningsstationen
Kystredningstjenesten har siden 1857 haft en redningsstation ved Thorup Strand. Det første bådhus kostede 455 rigsdaler. Et nyt rørtækket bådhus blev opført i 1887 for 1680 kr. Det var i drift indtil 1966, hvor et nyt hus tættere på kysten kom til. Med tiden blev også dette bådhus slidt, ligesom det lå i vejen for fiskernes aktiviteter på stranden.
I 2005 opførte Farvandsvæsenet et nyt og moderne bådhus, der blev beliggende ved fiskernes redskabshuse øst for nedkørslen til stranden. Det nye hus er 25 meter lang og knap ni meter bredt, og rummer en garage og bådhal, samt vagtrum og mandskabsfaciliteter på 1. sal. De oprindelige bådhuse fra 1857 og 1966 benyttes i dag til andre formål.
Sammen med det nye bådhus i 2005 fik stationen også en ny canadisk-bygget redningsbåd der er udstyret med to motorer med hver 445 hk, og kan skyde en topfart på knap 40 knob (75 km/t). Båden har kaldenavnet “RESCUE LRB20”, og bliver trukket ned til vandet af en traktor. Desuden råder Thorup Strand Redningsstation over en Volkswagen Touareg med 240 hk. Fra tidspunktet hvor Joint Rescue Coordination Centre sender alarmen, skal båden være i vandet inden 20 minutter, men der går som hovedregel kun otte-ti minutter inden redningsmandskabet er på havet og klar til search and rescue. Stationen er bemandet med ni mand, som alle har et civilt job ved siden af. En del af Thorup Strands kystfiskere er uddannede redningsmænd. Redningsstationen var i starten af 2000'erne lukningstruet, men er i dag den eneste på kyststrækningen mellem Hanstholm og Hirtshals.
Under en redningsaktion 29. november 1970 druknede to redningsmænd fra Thorup Strand Redningsstation.